# Драшко Зидар
Драшко Зидар (хрв. Draško Zidar; Вировитица, 1961) је хрватски позоришни, телевизијски и филмски глумац.

## Филмографија

### Телевизијске улоге
| Год.       | Назив                       | Улога                  |
| ---------- | --------------------------- | ---------------------- |
| 2005.      | Забрањена љубав             | Јурин пријатељ         |
| 2005-2006. | Бумеранг                    | Ранко Маинковић-Киклоп |
| 2007.      | Битанге и принцезе          | господин Шахић         |
| 2007.      |                             | мајстор                |
| 2007.      | Одмори се, заслужио си      | полицајац #1           |
| 2008.      | Понос Раткајевих            | Мирко                  |
| 2008.      | Заувијек сусједи            | контролор              |
| 2008.      | Све ће бити добро           | Томичић                |
| 2009.      | Закон!                      | Ранко Маинковић-Киклоп |
| 2010.      | Инструктор                  | игуман                 |
| 2013.      | Почивали у миру (ТВ серија) |                        |

### Филмске улоге
| Год.  | Назив                   | Улога       |
| ----- | ----------------------- | ----------- |
| 1999. | Црвена прашина          | радник      |
| 2000. | Је ли јасно, пријатељу? | Драго       |
| 2001. | Бијело                  | мајстор     |
| 2001. | Холдинг                 |             |
| 2007. | Морам спават', анђеле   | конобар     |
| 2008. | Рециклус                | ујак (теча) |
| 2011. | Котловина               | Мирко       |